# Empecamenta usambara
Empecamenta usambara är en skalbaggsart som beskrevs av Brenske 1898. Empecamenta usambara ingår i släktet Empecamenta och familjen Melolonthidae. Inga underarter finns listade i Catalogue of Life.